# Байзаков, Ботай
Ботай Байзаков (23.02.1922 — 22.08.1995) пулемётчик стрелковой роты 860-го стрелкового полка 283-й стрелковой дивизии 3-й армии, сержант, участник Великой Отечественной войны, полный кавалер ордена Славы.

## Биография
Родился 23 февраля 1922 года в селе Акжар, по другим данным в селе Батпак, ныне Бухар-Жырауского района Карагандинской области Республики Казахстан в крестьянской семье. Казах.
Образование неполное среднее. Был скотником в совхозе «Нураталдинский» Шетского района Джезказганской, ныне Карагандинской области Казахстана.
В Красной армии с 1942 года. В боях Великой Отечественной войны с июня 1942 года.
Пулемётчик стрелковой роты 860-го стрелкового полка (283-я стрелковая дивизия, 3-я армия, Белорусский фронт) красноармеец Ботай Байзаков 26 ноября 1943 года в бою за село Селец-Холопеев ныне село Селец Быховского района Могилёвской области Белоруссии одним из первых достиг окраины села и уничтожил свыше десяти гитлеровцев, обеспечивая наступление подразделения.
За мужество и отвагу, проявленные в боях, 5 декабря 1943 года красноармеец Байзаков Ботай награждён орденом Славы 3-й степени (№ 6373).
11 января 1944 года при прорыве обороны противника в районе города Рогачёв Гомельской области Белоруссии пулемётчик стрелковой роты 860-го стрелкового полка (283-я стрелковая дивизия, 3-я армия, Белорусский фронт) красноармеец Ботай Байзаков одним из первых ворвался во вражескую траншею, поразил шестерых гитлеровцев, а одного захватил в плен.
За мужество и отвагу, проявленные в боях, 10 марта 1944 года красноармеец Байзаков Ботай повторно награждён орденом Славы 3-й степени.
В бою за город Вилленберг (ныне — Вельбарк, Польша) 17 января 1945 года пулемётчик стрелковой роты 860-го стрелкового полка (283-я стрелковая дивизия, 3-я армия, 2-й Белорусский фронт) сержант Ботай Байзаков подбил вражеский бронетранспортёр, подавил три пулемётные точки. Будучи тяжело раненным, отважный воин-пулемётчик продолжал вести огонь и уничтожил орудийный расчёт неприятеля.
За мужество и отвагу, проявленные в боях, 7 февраля 1945 года сержант Байзаков Ботай награждён орденом Славы 2-й степени (№ 25732).
В 1945 году Б. Байзаков демобилизован. Работал скотником в совхозе «Нураталдинский» Шетского района Джезказганской ныне Карагандинской области Казахстана.
Указом Президиума Верховного Совета СССР от 16 марта 1984 года за образцовое выполнение заданий командования в боях с немецко-фашистскими захватчиками сержант в отставке Байзаков Ботай перенаграждён орденом Славы 1-й степени (№ 2105), став полным кавалером ордена Славы.
Ветеран жил в селе Акжар Карагандинской области Республики Казахстан.
Умер 22 августа 1995 года. Похоронен на кладбище села Шопа Нураталдинского аульного округа Бухар-Жырауский район Карагандинской области Казахстана.

## Награды
- орден Отечественной войны I степени (11.03.1985)[4]
- Орден Красной Звезды (26.09.1944)[5]
- орден Славы I степени(26.3.1984)[6]
- орден Славы II степени(12.05.1945)[7]
- орден Славы III степени(16.3.1984)[8]
  - медали, в том числе:
  - «За отвагу» (20.01.1944)[9]
  - «В ознаменование 100-летия со дня рождения Владимира Ильича Ленина» (6 апреля 1970)
  - «За победу над Германией в Великой Отечественной войне 1941—1945 гг.» (1945)[10][11]
  - «20 лет Победы в Великой Отечественной войне 1941—1945 гг.» (7 мая 1965[12])
  - «30 лет Победы в Великой Отечественной войне 1941—1945 гг.»[13]
  - Медаль «Сорок лет Победы в Великой Отечественной войне 1941—1945 гг.»[14]
  - Юбилейная медаль «50 лет Победы в Великой Отечественной войне 1941—1945 гг.»[15]
  - «Ветеран труда»
  - «30 лет Советской Армии и Флота»[16]
  - «40 лет Вооружённых Сил СССР»[17]
  - «50 лет Вооружённых Сил СССР» (26 декабря 1967[18])
  - «60 лет Вооружённых Сил СССР» (28 января 1978[19])

- Знак «25 лет победы в Великой Отечественной войне» (1970)
  - И другие

## Память
- Его именем названы улицы в селах Нураталды и Аксу-Аюлы.
- Имя героя увековечено на сайте МО РФ «Дорога памяти»